# Cristaria integerrima
Cristaria integerrima är en malvaväxtart som beskrevs av Rodolfo Amando Philippi. Cristaria integerrima ingår i släktet Cristaria och familjen malvaväxter. Utöver nominatformen finns också underarten C. i. lobulata.